# Robinier du square René-Viviani
Le robinier du square René-Viviani est un arbre remarquable français situé dans le square René-Viviani dans le 5e arrondissement de Paris. Planté en 1601, c'est le plus vieil arbre de la ville,.

## Histoire
Ce robinier faux-acacia (appelé communément à tort acacia) a été semé en 1601 ou 1602 par le botaniste français Jean Robin (1550-1629). Linné avait nommé ce genre en hommage au botaniste du roi, qui en a semé plusieurs sujets à Paris, dont un en 1601 place Dauphine (désormais disparu). Un rejet de cet arbre fut semé par son fils Vespasien Robin au Jardin des Plantes en 1636 (toujours présent). Les graines, en provenance des montagnes des Appalaches, lui avaient été offertes par le naturaliste britannique John Tradescant l'Ancien (1570-1638).

## Description
L'arbre atteint une hauteur de plus de 11 m (alors qu'en général les robiniers ne dépassent pas 10 m) pour 3,85 m de circonférence. Le poids de la ramure a fait incliner le tronc et des supports en béton ont été construits pour soutenir l'arbre. Le tronc a été frappé par la foudre. En 2021, le site de la mairie de Paris indique qu'il fait 15 m de haut et 3,50 m de circonférence. Il fleurit en avril-mai.
En 2010, une margelle circulaire a été construite autour de l'arbre. Elle sert à la fois de protection (en délimitant un périmètre protégé et recouvert de broyat pour permettre au sol de respirer autour de l'arbre) et de lieu de repos puisqu'elle comporte un banc circulaire. La margelle est composée d'un tressage en châtaignier selon une méthode qui date du Moyen Âge. De nombreux rejets poussent au printemps dans l'espace à l'intérieur de cette margelle et sont ôtés chaque année. Pendant de longues années, l'arbre a été recouvert par du lierre pour masquer ces supports en béton. Mais pour ne pas risquer d'étouffer l'arbre, le lierre a été retiré en 2016.
L'arbre a été intégré dans les arbres remarquables de France le 23 novembre 2015.

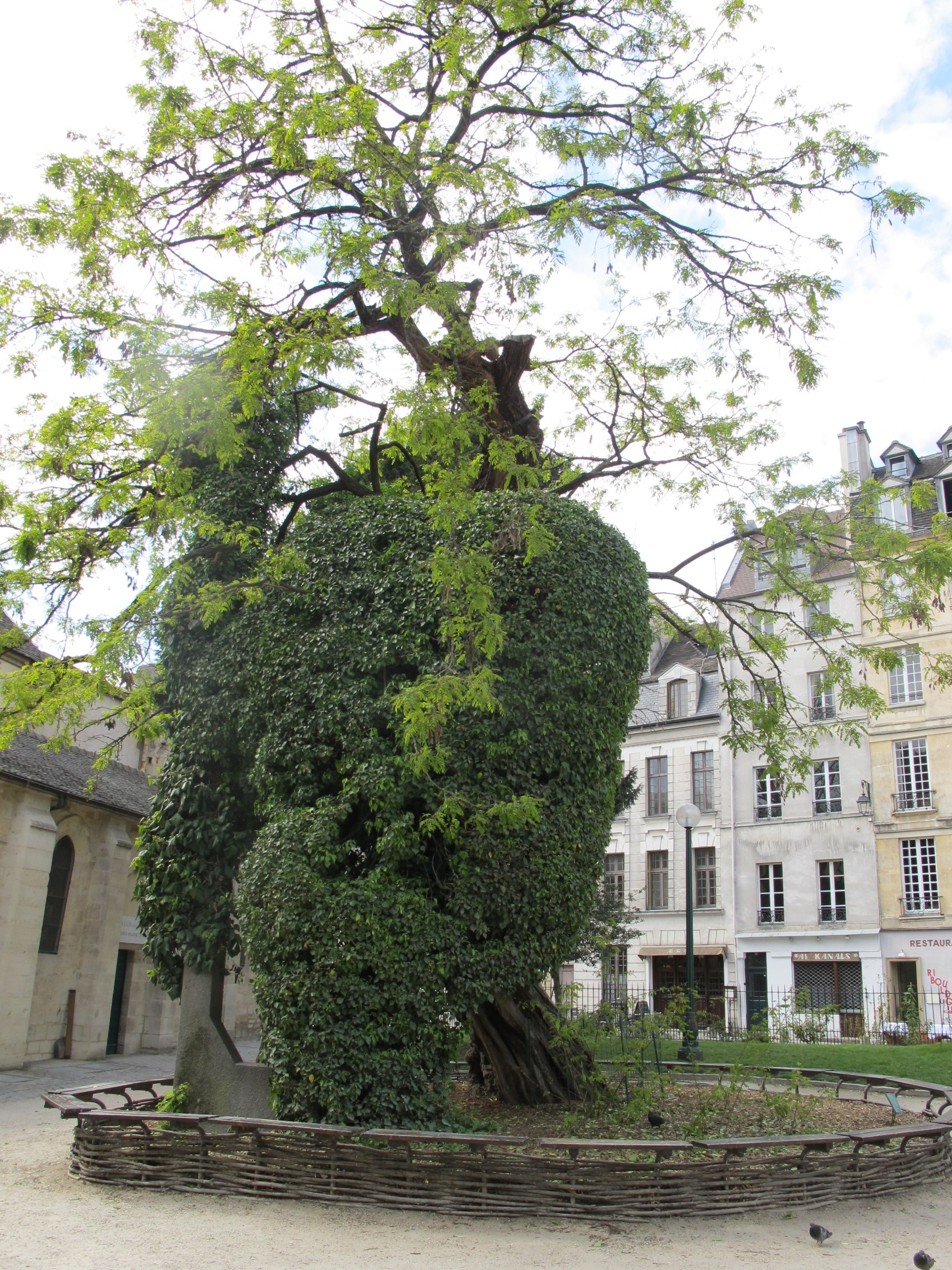
Le robinier envahi par le lierre.
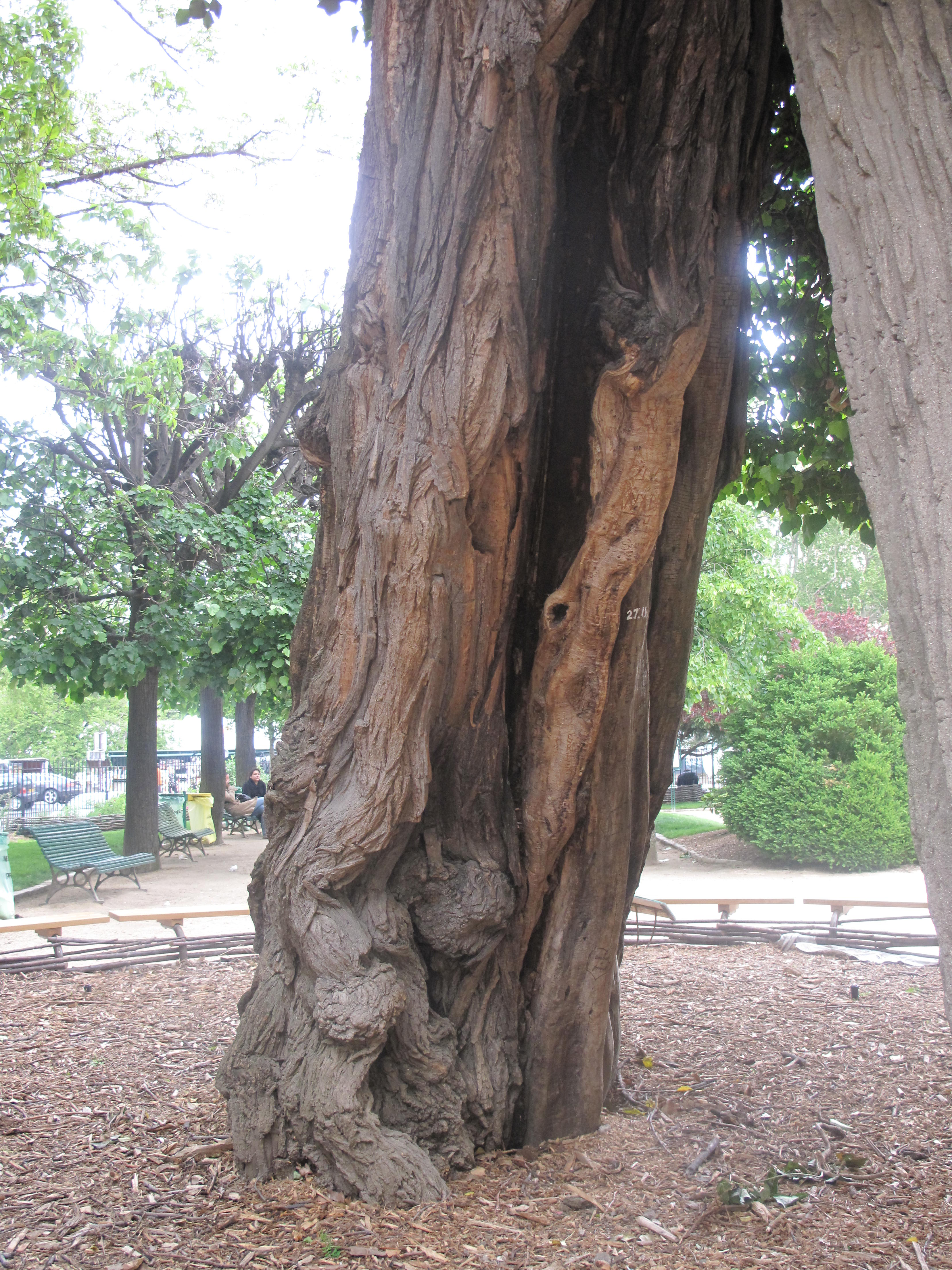
Le tronc avec des traces de foudroiement.